# Haut-Takutu-Haut-Essequibo

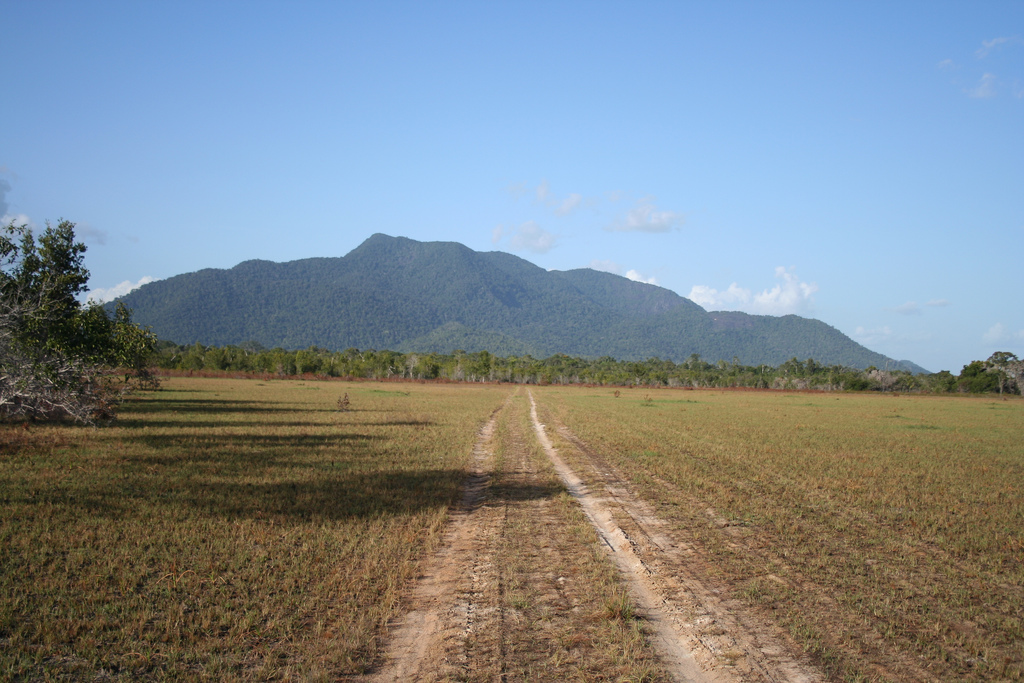
Rupununi

Le Haut-Takutu-Haut-Essequibo (Région 9), en anglais : Upper Takutu-Upper Essequibo – qui tire son nom des rivières Takutu et Essequibo – est une subdivision du Guyana bordée au Nord par la région Potaro-Siparuni, à l'est par le Berbice Oriental-Courantyne et au Sud et à l'Ouest par le Brésil. Par ailleurs cette région ainsi que toute la Guayana Esequiba est revendiquée par le Venezuela.
Cette région périphérique du Guyana est uniquement reliée à la côte guyanaise où se trouve la capitale Georgetown par une route partiellement asphaltée qui traverse les deux écosystèmes dominants de ce territoire, la savane du Rupununi au Sud-Ouest puis la forêt tropicale. Peuplée principalement d'amérindiens et d'une minorité de grand propriétaire terriens originaires d'Europe contrairement au reste du pays habité pour partie par des populations afro-américaine et pour partie par des originaires du sous-continent indien  l'Upper Takutu-Upper Essequibo maintient d'importants liens avec le brésil dont une partie de la population parle la langue, le portugais. Lethem la capitale située à la frontière sur la rivière Takutu devrait une fois le pont sur  ce cours d'eau achevé être reliée à Boa Vista la capitale du Roraima et d'ores et déjà les produits brésiliens affluent de ce côté-ci de la frontière
Les principales localités de la région hormis la capitale Lethem sont Isherton, Good Hope et Surama.